# Мейер, Густав
Густав Мейер (нем. Gustav Meyer; 25 ноября 1850 — 28 августа 1900) — германский филолог, специалист по индоевропейским языкам; большую часть жизни работал в Австро-Венгрии. Был одним из крупнейших албанистов своего времени, доказав, что албанский язык относится к индоевропейской языковой семье.
Родился в Стшельце-Опольске в прусской Силезии. В 1867 году поступил в университет Бреслау изучать древние языки, новогреческий и санскрит, а также общее индоевропейское языкознание. В 1871 году защитил докторскую диссертацию и в том же году стал экстраординарным профессором в Гёттингенском университете, спустя год став там ординарным профессором древних языков. Затем работал учителем в гимназии в Готе, с 1874 года в Мала-Стране (Прага), в 1876 году стал приват-доцентом Карлова университета, а год спустя — профессором санскрита и сравнительного языкознания в Граце, где занимался научными исследованиями древнегреческого, турецкого и албанского языков. В 1881 году стал полным профессором университета Граца и с этого времени в своих научных исследованиях сосредоточился на албанистике. В отставку вышел в 1897 году.

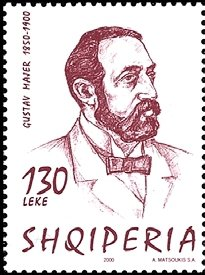
Почтовая марка Албании, посвящённая Г. Мейеру. 2000 г.

За свою жизнь предпринял многочисленные поездки в Италию, Грецию и на Восток, собрав в них материал для исследований по новосреднегреческому и албанскому. Главные работы: «Die mit den Nasalen gebildeten Praesensstämme» (Йена, 1873), «Griechische Grammatik» (Лейпциг, 1880; 1886), «Essays und Studien zur Sprachgeschichte und Volkskunde» (том I, Берлин, 1885; том II, Страсбург, 1893), «Reiseskizzen aus Griechenland und Italien» (Берлин, 1886), «Albanesische Grammatik, mit Lesestücken und Glossar» (Лейпциг, 1888), «Etymologisches Wörterbuch der albanesischen Sprache» (Страсбург, 1891), «Griechische Volkslieder in deutscher Nachbildung» (Штутгарт, 1890), «Türkische Studien» (Вена, 1893), «Neugriech. Studien» (Вена, 1894).